# Alfred Potrawa
Alfred Potrawa (ur. 5 kwietnia 1947, zm. 21 maja 2006) – polski piłkarz, zawodnik i trener GKS-u Tychy.

## Życiorys
Grał na pozycji obrońcy. Do tyskiego klubu przeszedł w 1974 z Jastrzębia (wcześniej grał w Szombierkach Bytom) i 18 sierpnia 1974 zdobył pierwszą bramkę dla GKS Tychy w historii występów klubu w ekstraklasie, pokonując bramkarza poznańskiego Lecha Karweckiego (mecz zakończył się remisem 1:1). W sezonie 1975/1976 zdobył wraz z GKS tytuł wicemistrza Polski. Z tyskim klubem był związany do końca kariery, z krótką przerwą na pobyt w USA.
Po zakończeniu kariery zawodniczej został trenerem. Prowadził zespoły ligowe (m.in. Polonię Łaziska Górne) oraz juniorskie (m.in. w Miejskim Ośrodku Sportu Młodzieżowego w Tychach). Zmarł na zawał serca, zostawiając żonę i dwóch synów.